# Phyllolepida
Die Phyllolepida (Phyllolepidae) sind eine Gruppe der ausgestorbenen Placodermi, fischartiger, gepanzerter Wirbeltiere aus dem Devon. Die Tiere lebten in Süßgewässern.

## Merkmale
Die Fische waren abgeplattet und vorne stark gepanzert, die mittleren Knochenplatten sind immer erheblich größer als die an den Seiten. Der Kopf wird oben durch eine einzige, zentrale Platte geschützt, die von kleineren seitlich umgeben ist. Die Knochenplatten haben auf ihrer Außenseite ein auffälliges Muster aus konzentrischen Rippen. Hinter den Brustflossen ist der Panzer nicht geschlossen. Die größten Phyllolepida wurden 50 bis 60 Zentimeter lang. Der ungepanzerte Rumpf und der Schwanz ist lang und kräftig.
Die Phyllolepida waren wahrscheinlich blind. Ihnen fehlen die für die Augen nötigen Durchbrüche im Kopfpanzer und der die Augen bei anderen Placodermen umgebende Ring aus kleinen Knochen. Die sensorischen Kanäle auf dem Kopfschild sind gut entwickelt.
Möglicherweise lebten die Phyllolepida als Lauerjäger, eingegraben in den schlammigen Gewässergrund und warteten auf vorbeischwimmende Beute, die sie mit aufgerissenem Maul und einigen kräftigen Schlägen des langen Schwanzes erbeuteten.

## Systematik
Das Taxon war zunächst nur durch die Gattung Phyllolepis bekannt und wurde zu den Kieferlosen gestellt, bis Erik Stensiö 1936 ihre Zugehörigkeit zu den Placodermen nachwies. Möglicherweise sind sie primitive Arthrodiren. Bis heute sind nur fünf Gattungen beschrieben worden: Austrophyllolepis, Cobandrahlepis, Phyllolepis, Placolepis und Yurammia.